# Eicherax nigrimystaceus
Eicherax nigrimystaceus är en tvåvingeart som först beskrevs av Macquart 1847.  Eicherax nigrimystaceus ingår i släktet Eicherax och familjen rovflugor. Inga underarter finns listade i Catalogue of Life.